# عبد اللطيف بناني
عبد اللطيف بناني (1959، تازة) فنان شعبي مغربي، وهو كاتب وملحن ومغني، له رصيد كبير من إنتاجاته يتجلى في 132 أغنية شعبية ملحنة 12 أغنية عصرية و8 شرقية وخليجية. و 13 أغنية الراي و10 غيوانية بالإضافة لبعض القصائد وديوانه الشعري بعنوان ديوان المغاني.

## مسيرته
وسبق لعدد كبير من الفنانين والفنانات المغاربة أن أدوا بعض أغانيه مثل أغنية شايلاه وبيك وكذا حبيتها في صغري ولو كان قليبي ساعفني كذلك آحمادا و جيبو لي أسمر اللون و زينة العرايس ولالة يما زوجيني نتهنى وغيرهم.
ولا يعد الفنان الشعبي المغربي عبد اللطيف بناني محترفا لكونه إطار بنكي في إحدى أكبر البنوك المغربية ومدير سابق لوكالة بنكية.

## مؤلفاته
من أشهر اغانيه:
- أسمر اللون غاب عليا حبيبي اليوم 1992 [2]
- شايلاه وبيك
- زينة العرايس 1992 [2]
- لالة العروسة
- جات المختون النفيسة
- لالة يما زوجيني نتهنى 1993 [2]
- "لالة يما زوجيني نتهنا 1993،[2]
- «غارو مني يا الميمة» 1996،[2]
- ع«روستنا بالزين فايتاهم» 1998،[2]
- كتابة تلحين «أغنية السلام» سنة 2011 للفنانة اللبنانية دينا حايك[2] من خلال أغنية كتبها ولحنها خصيصا لها بطلب من مدير أعمالها.
- مولات الكسوة البيضاء لو كان قليبي ساعفني
- تغنى بناني بالجانب الرياضي:[2]
  - أغنية للمنتخب المغربي "CHATATA AFRICA VIVA MARRUECOS و YOKOKO YOKOKO LANG LIFE TO MORROCCO
  - فريق الوداد البيضاوي «الوداد وداد ودادي حمرا وبيضا شكون هي الوداد بيضاوية» [2]
  - لكل من المغرب والوداد الفاسي «مصاوي وفاوي حنا خوت ولا للشغب في الملاعب»
  - فريق الرجاء البيضاوي «الراجا الراجا بغينا الكأس وبغينا الفراجة».